# Галац
Галац (рум. Galaţi — Галаци, тур. Kalas) град је у средишњој Румунији у историјској покрајини Молдавија. Управно је средиште истоимене жупаније. Галац је највећи румунски град и лука на Дунаву.
Галац са градом Браилом, 15 km удаљеним румунским велеградом, чини двограђе Кантемир. Ова урбана зона је после "Великог Букурешта" друга по величини у држави. Галац има површину од 243,63 km и у њему је, према попису из 2021, живело 217.851 становника.

## Географија
Галац се налази у источном делу земље, у најјужнијем делу румунске Молдавије, који гравитира Дунаву. Град се образовао на стратешки важном месту на окуци Дунава, где његов ток из правца север-југ прелази у правац исток-запад. Близу града су и ушћа румунских река Прут и Сирет у Дунав, преко којих је град повезан са залеђем. Око града се простире Влашка низија.

## Историја
Галац се први пут помиње средином 14. века. Катедрала Светог Ђорђа потиче из 17. века. За време Руско-турског рата трупе генерала Михаила Каменског су 1789. спалиле Галац.

## Срби у Галацу
По српском путописцу Јоакиму Вујићу у 19. веку је у Галцу као трговачкој вароши било више националности, међу којима и Срба.
Купци једне бугарске књиге у том месту били су очигледно и Срби. Од 18 претплатника, чак њих 15 има српску верзију презимена.
За време кратког тродневног боравка у граду, Јоаким Вујић је упознао тамошње Србе. Одсео је код домаћина грађанина Александра Живковића. Упознао је тада Василија Малова, Гавра Стефановића, Георгија и Николу Црногорчевиће, те Шпиру Ђурковић "и многе друге" - Србе у Галацу. Дућан у центру града држао је у то време и Ваљевац родом, Бранко Плавшић, који је продавао Вујићеве књиге. Занимљиву књигу о великом насељавању Херцеговаца у Одеси и околини, купио је претплатом 1842. године у Галацу, исти Спиро Ђорђевић, купац Бокељ, родом из Рисна.
У месту је славни српски богаташ, трговац "Капетан Миша" - Миша Анастасијевић имао своју привремену "камарашију". Била је то трговачка агенција са малом посадом поузданих чиновника: пословођа, секретар, новчар (касир), две кантарџије и чувар.
Његошеву књигу о црногорском авантуристи, који се лажно представљао да је руски цар, купио је 1851. године А. Милашиновић из Галаца.

## Становништво
| 1912.  | 1930.   | 1948.  | 1956.  | 1966.   | 1977.   | 1992.   | 2002.   | 2011.   | 2021.   |
| ------ | ------- | ------ | ------ | ------- | ------- | ------- | ------- | ------- | ------- |
| 71.641 | 100.611 | 80.411 | 95.646 | 151.412 | 238.292 | 326.141 | 298.861 | 249.432 | 217.851 |

Галац је осми највећи град у Румунији. На попису 2021. године имао је 217.851 становника, за 31.581 мање (-12,66%) од претходног пописа, 2011. године, на ком је било 249.432 становника.
Према попису из 2021. већину становништва су чинили Румуни (80,74%).
| Етнички састав према попису из 2021.‍ | Етнички састав према попису из 2021.‍ | Етнички састав према попису из 2021.‍ | Етнички састав према попису из 2021.‍ | Етнички састав према попису из 2021.‍ |
| ------------------------------------ | ------------------------------------ | ------------------------------------ | ------------------------------------ | ------------------------------------ |
|                                      |                                      |                                      |                                      |                                      |
| Румуни                               | Румуни                               |                                      | 175.897                              | 80,74%                               |
| Роми                                 | Роми                                 |                                      | 924                                  | 0,42%                                |
| Липовани                             | Липовани                             |                                      | 103                                  | 0,05%                                |
| Мађари                               | Мађари                               |                                      | 82                                   | 0,04%                                |
| Грци                                 | Грци                                 |                                      | 70                                   | 0,03%                                |
| Остали                               | Остали                               |                                      | 361                                  | 0,17%                                |
| Непознато                            | Непознато                            |                                      | 40.414                               | 18,55%                               |

## Занимљивости
Галац је центар румунске тешке индустрије. У граду је и највећа румунска железара („Сидекс“, део компаније Арцелор-Митал), те лука и бродоградилиште. У Галцу постоји и фабрика текстила, млинови и прерада рибе. Галац је 1974. добио универзитет.

## Партнерски градови
- Анкона
- Jesi
- Бриндизи
- Ковентри
- Пиреј
- Вухан
- Песак
- Limón
- Хамонд
- Миколајив
- Севастопољ
- Јалта
- Скотсблаф
- Мумбај